# Galassia Leo V
Leo V è una galassia nana sferoidale situata nella costellazione del Leone scoperta nel 2007 grazie ai dati raccolti dallo Sloan Digital Sky Survey. La galassia dista circa 180.000 parsec dalla Terra, dalla quale si allontana alla velocità di 173 km/s.
È classificata come galassia nana sferoidale (dSph), cioè di forma approssimativamente rotondeggiante ed un raggio effettivo di circa 130 parsec.

## Caratteristiche fisiche
Leo V è una delle galassie satelliti della Via Lattea più piccole e deboli; la sua luminosità integrata è di circa 10.000 volte quella del Sole (luminosità assoluta visibile di −5,2 ± 0,4), che è minore della luminosità di un tipico ammasso globulare. La sua massa è circa di 330.000 masse solari il che significa che il rapporto massa/luminosità è intorno a 75, e pertanto un valore così alto implica che Leo V è dominata dalla materia oscura.
La popolazione stallare di Leo V consiste principalmente in vecchie stelle formatesi più di 12 miliardi di anni fa, la cui metallicità è molto bassa con un rapporto [Fe/H] ≈ −2,0 ± 0,2 e quindi contengono elementi pesanti in una quantità 100 volte inferiore a quella del Sole.
Leo V si trova a soli 3 gradi di distanza da un'altra galassia satellite della Via Lattea, la Leo IV che risulta 20.000 parsec più vicina alla Terra. Si ipotizza che le due galassie siano fisicamente associate e vi sono evidenze dell'esistenza di una corrente stellare che collega i due oggetti.